# بيدرو أزوغيو
بيدرو أزوغيو (بالإسبانية: Pedro Azogue)‏ (6 ديسمبر 1994 بسانتا كروز دي لا سييرا في بوليفيا - ) هو لاعب كرة قدم بوليفي في مركز الوسط. شارك مع منتخب بوليفيا تحت 20 سنة لكرة القدم ومنتخب بوليفيا لكرة القدم. أما مع النوادي، فقد لعب مع أورينتي بيتروليرو.

## روابط خارجية
- بيدرو أزوغيو على موقع قاعدة بيانات كرة القدم.إي يو (الإنجليزية)
- بيدرو أزوغيو على موقع ناشيونال فوتبول تيمز (الإنجليزية)
- بيدرو أزوغيو على موقع Soccerway.com (الإنجليزية)
- بيدرو أزوغيو على موقع عالم كرة القدم.نت (الإنجليزية)